# Dolichoderus reflexus
Dolichoderus reflexus é uma espécie de formiga do gênero Dolichoderus.